# Баденская кухня

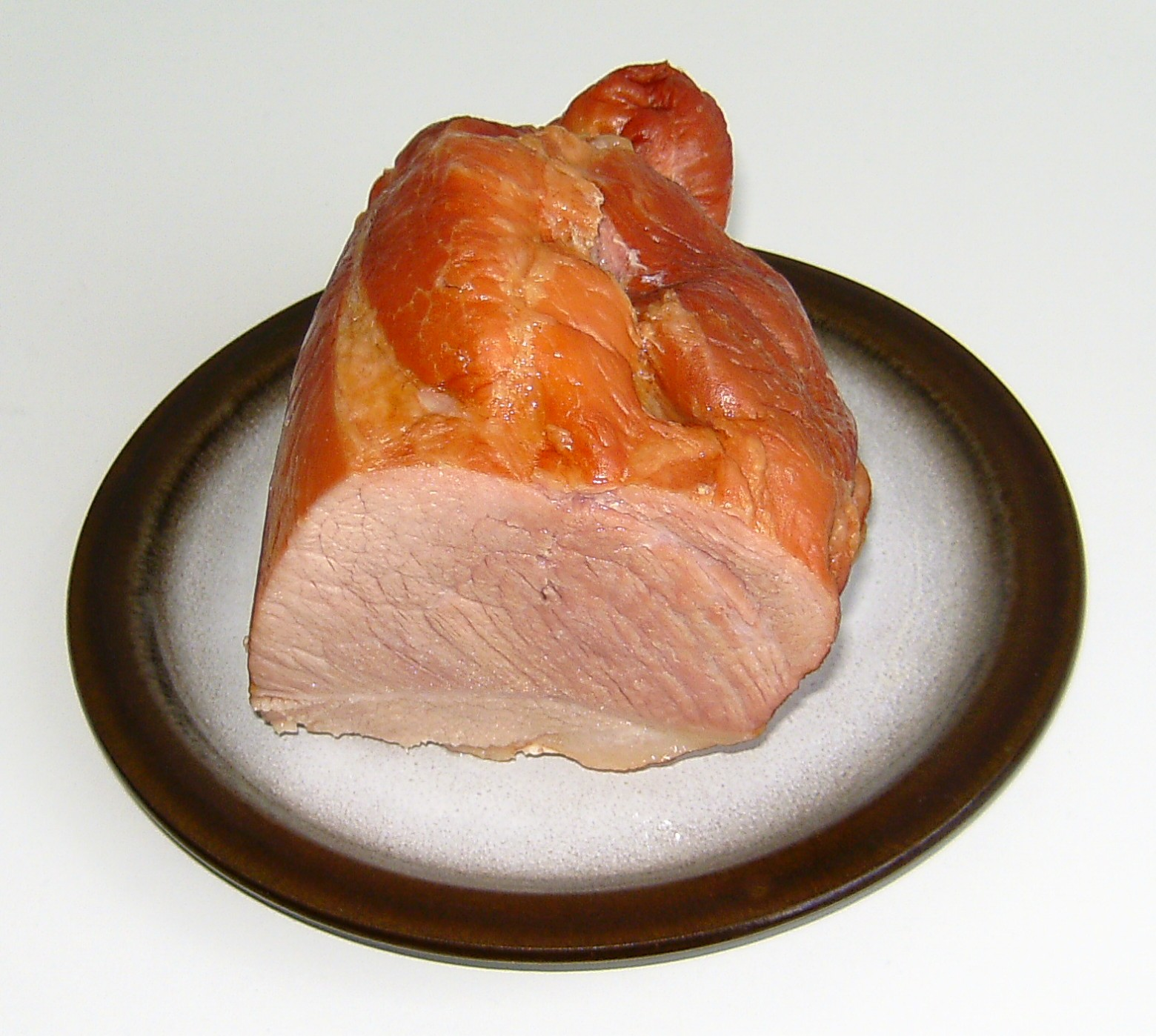
Шойфеле по-баденски

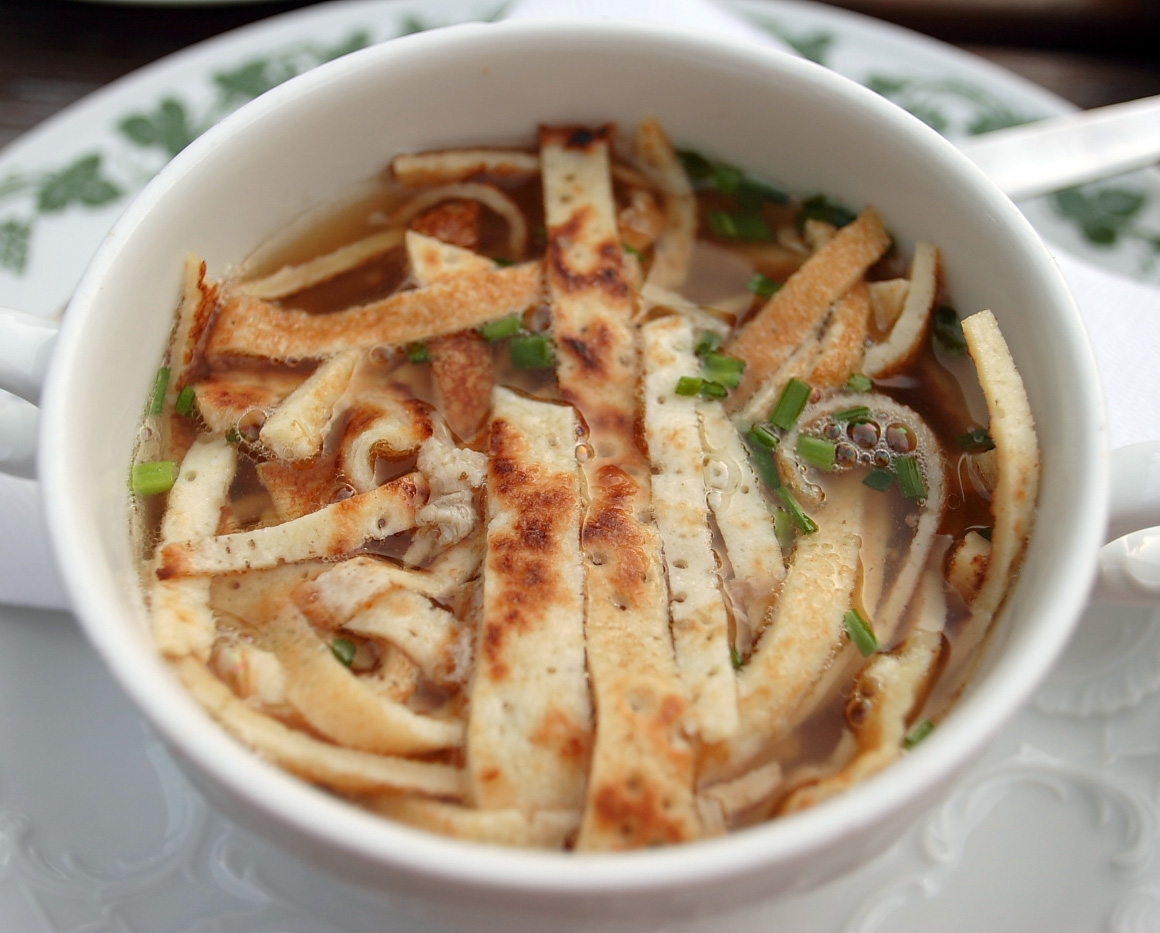
Суп с блинной стружкой

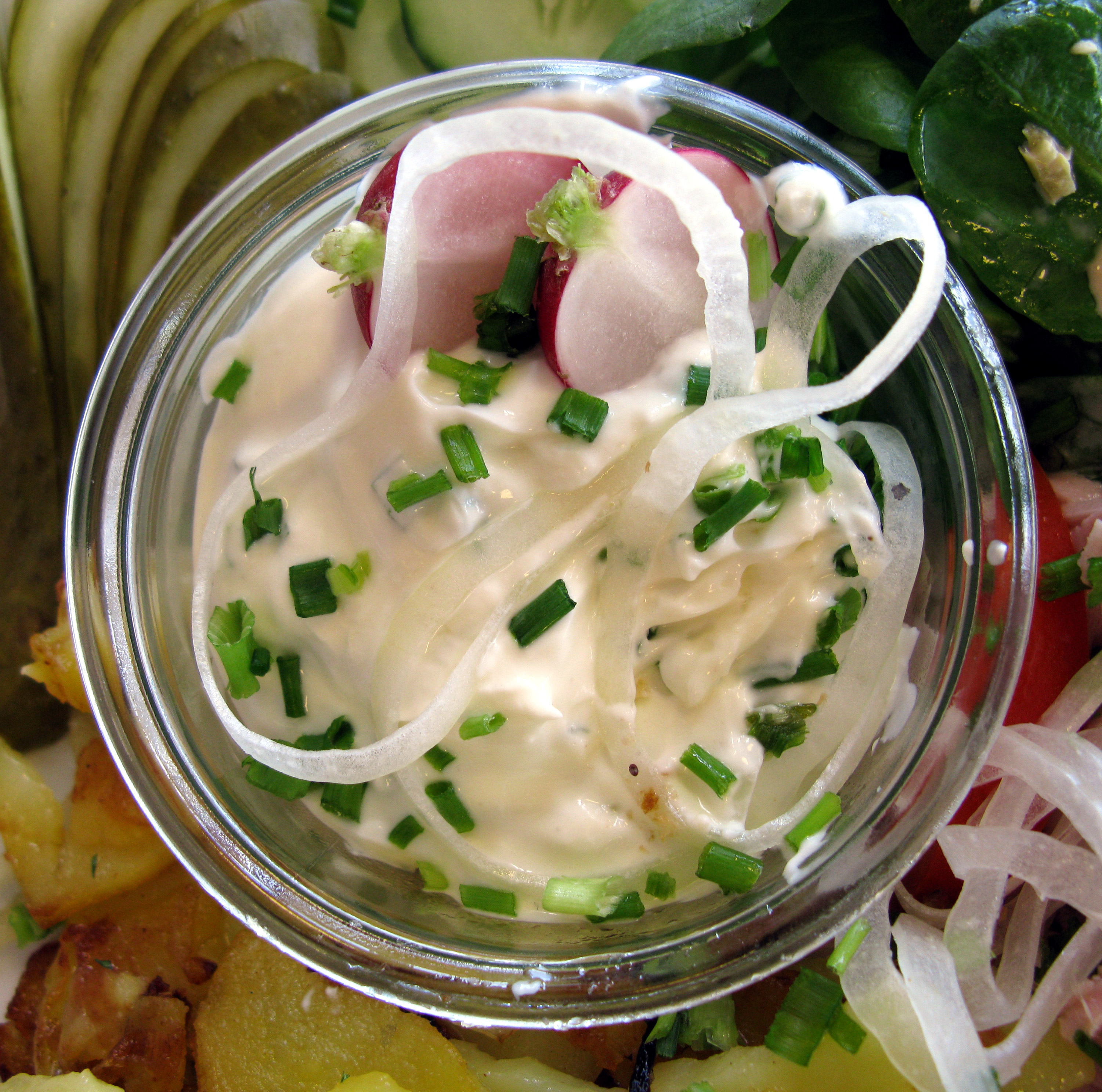
Бибелескес

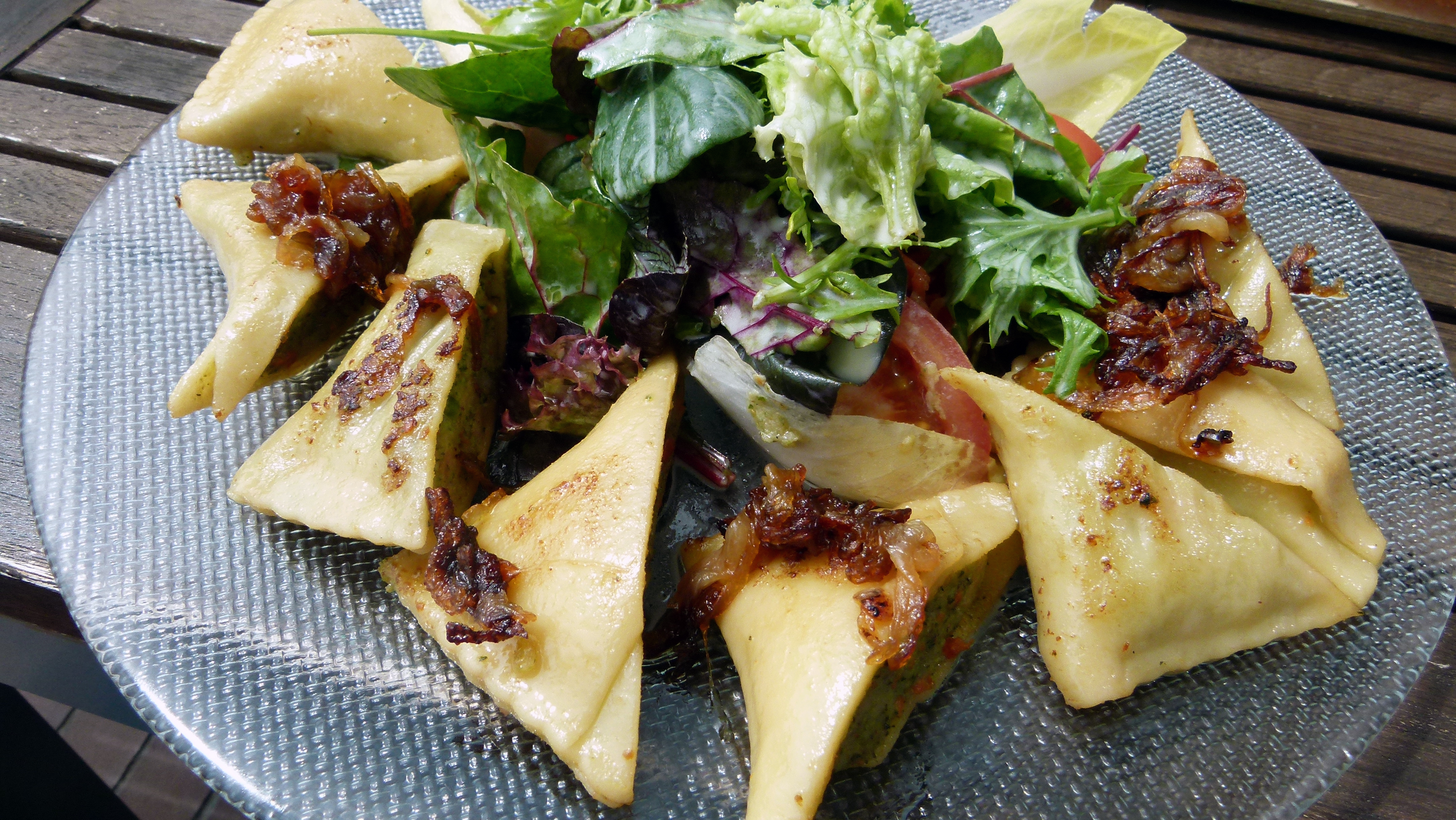
Баденские маульташены с жареным луком

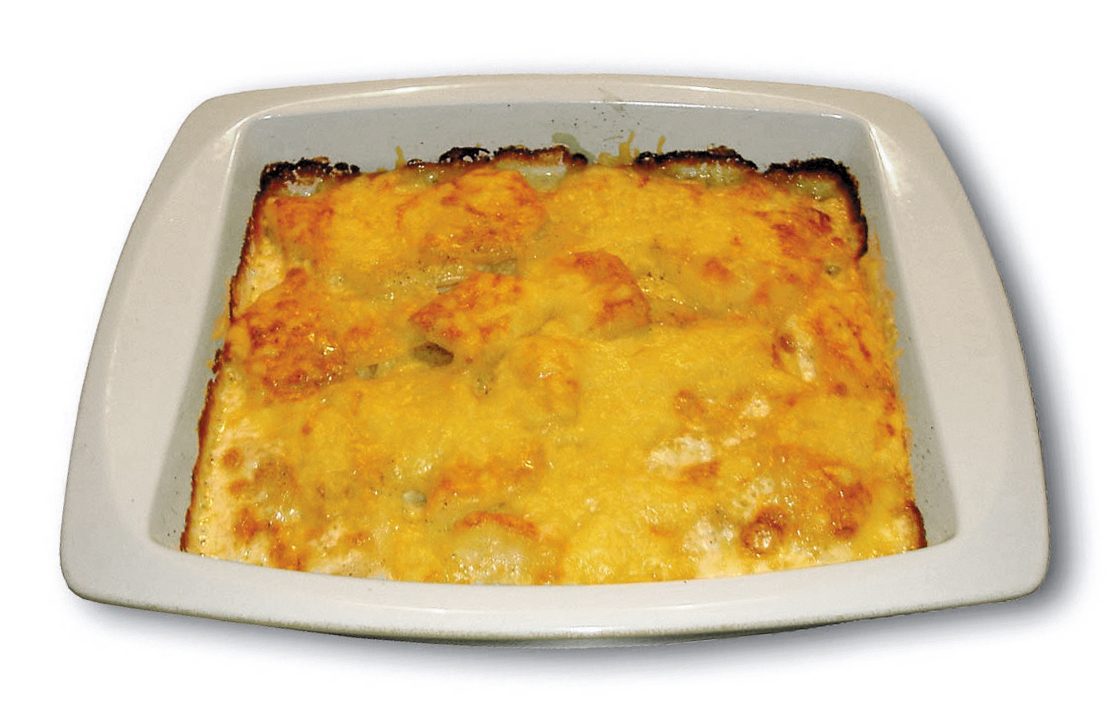
Картофельный гратен со сливками

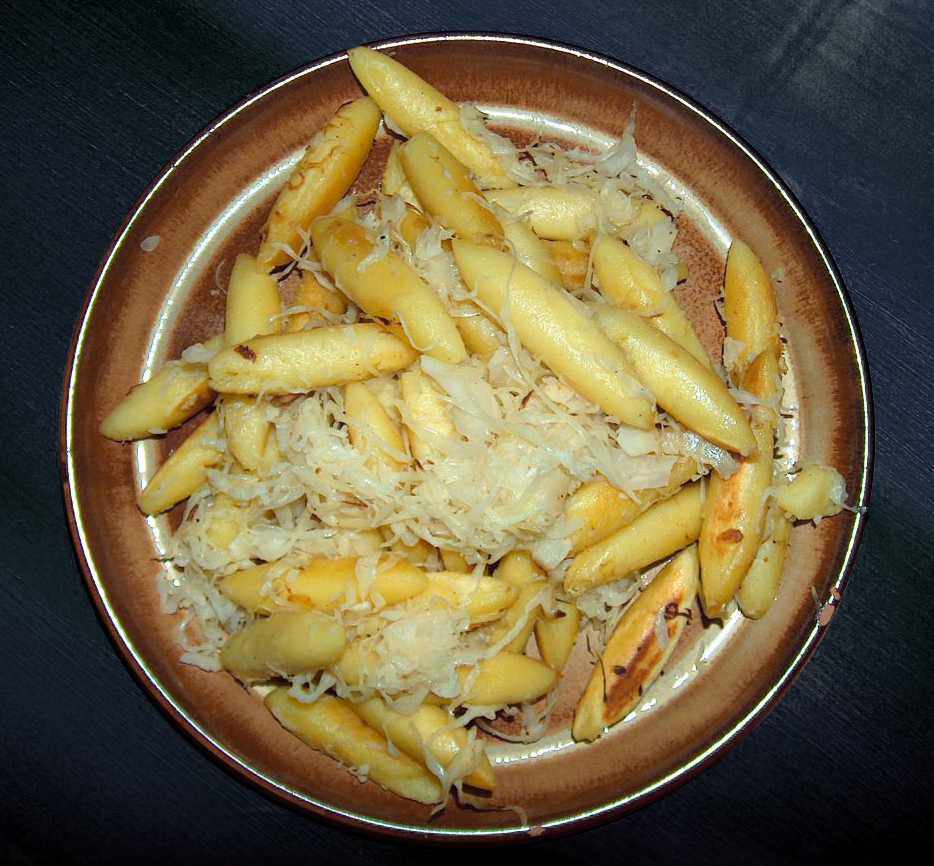
Шупфнудели с квашеной капустой

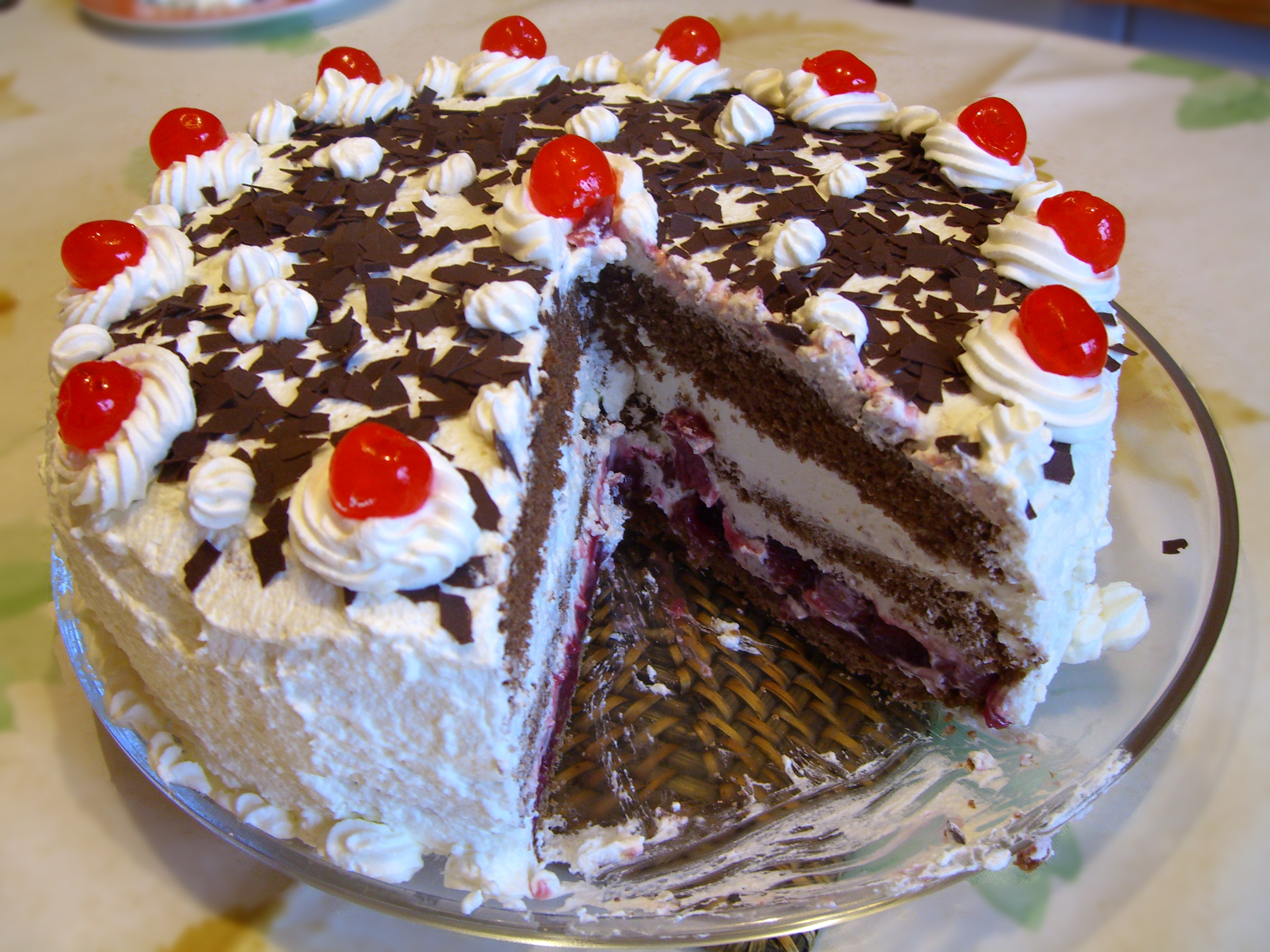
Шварцвальдский вишнёвый торт

Баденская кухня — региональная кухня в Германии, типичная для региона Баден.
Благоприятные климатические условия Верхнерейнской низменности позволили развить в Бадене виноградарство. Баденская кухня комбинирует, адаптирует и усовершенствует многие блюда из соседних регионов — Пфальца, Швабии, Эльзаса, Швейцарии и Франции. С эльзасской кухней баденскую роднит любовь к сливкам, сливочному маслу и вину, с пфальцской — суверенный подход к картофелю и луку, со швабской — почтительное отношение к самым простым продуктам питания, со швейцарской — общеалеманнское знание меры во всём.
В Бадене любят спаржу, которую выращивают под Шветцингеном, прослывшим «спаржевым городом», и подают с варёной или сырокопчёной ветчиной, кратцеде и картофелем под растопленным сливочным маслом и голландским соусом. Другая любовь баденцев — субпродукты. Требуху в Бадене сервируют отваренной с жареным луком, почки — порезанными тонкими полосками с «кислым картофелем», отваренным в воде с уксусом, или мелко порезанным жареным картофелем, а печень — «кислой», как «кислую требуху». Петуха в Бадене готовят в рислинге, и это кисловато-сливочное блюдо добилось славы, почти равной французскому петуху в божоле. Вершиной баденского кулинарного искусства считается шойфеле — сочная солёная и копчёная свиная лопатка, которую готовят в двух вариантах — на косточке, с жиром и шкуркой или без них.
Немаловажную роль среди гарниров в баденской кухне играют мучные изделия и, прежде всего, шпецле, которые считаются классическим компаньоном ко всем мясным блюдам, в частности, к зауэрбратену, говяжьему жаркому и телячьим рулетикам с обильным соусом. Картофель на гарнир почти всегда подают в переработанном виде: как картофельный салат или шупфнудели.
В баденской кухне много выпечки, прежде всего открытых пирогов со сливой и яблоками и гугельхупфов. Осенью в Бадене пекут луковые пироги. Самым известным сладким блюдом Бадена является шварцвальдский торт.
Баденский винодельческий регион занимает площадь в 15 тыс. га, является третьим по величине в Германии и производит белые вина рислинг, сильванер и рулендер и красный шпетбургундер.

## Первые блюда
- Суп с блинной стружкой
- Суп с кнелями из костного мозга
- Баденский суп с улитками
- Салат из валерьяницы с гренками
- Суп с яичными хлопьями на мясном или овощном бульоне

## Основные блюда
- Биббелискес — творог с луком и зеленью
- Дампфнудели с картофельным супом
- Речной окунь
- Фрикасе из телятины
- Спаржа
- Кезешпецле
- Требуха
- Маульташены
- Бычья грудинка с хреновым соусом
- Картофельный гратен со сливками
- Оленье седло по баден-баденски
- Шойфеле
- Гуляш из кабанины
- Колбасный бульон

## Гарниры
- Шупфнудель
- Шпецле
- Картофельный салат
- Блины
- Кратцеде
- Картофель на пару (обжаренные ломтики картофеля, доваренные до готовности в воде и вновь обжаренные до корочки)
- Жареный картофель
- Брецель

## Перекус
- Ландъегерь

## Десертные блюда
- Киршенплотцер — слоёный пирог из сухарей и вишни
- Закрытый яблочный пирог
- Шмальцгребен
- Штрюбли
- Апфелькюхле
- Шайтерхауфен — запеканка из вчерашнего хлеба с яблоком, миндалём и изюмом в роме
- Шварцвальдский торт
- Вее — открытый листовой пирог на песочном тесте с фруктами
- Новогодний брецель